# Opius servus
Opius servus är en stekelart som beskrevs av Fischer 1969. Opius servus ingår i släktet Opius och familjen bracksteklar. Inga underarter finns listade i Catalogue of Life.